# Xenophysa poecilogramma
Xenophysa poecilogramma är en fjärilsart som beskrevs av Zoltan Varga 1985. Xenophysa poecilogramma ingår i släktet Xenophysa och familjen nattflyn. Inga underarter finns listade i Catalogue of Life.